# We See the Same Sun
A We See the Same Sun című stúdióalbum a német eurodance csapat, Mr. President második albuma, mely 1996. májusában jelent meg CD-n, és kazettán, majd 2024-ben vinyl lemezen is. Az album vezető kislemeze a Coco Jamboo jelentette a zenekarnak a nemzetközi áttörést, mivel az amerikai Billboard Hot 100-as lista 21. helyére is felkerült, valamint Európa-szerte sikeres volt. Az albumon található továbbá az I Give You My Heart, és a Show Me the Way című dalok is, valamint az "Olympic Dreams" című szerzemény, melyet a német énekessel, Nino De Angeloval közösen rögzítettek.
Az album megjelenésének évében VIVA Comet díjat is nyert a legjobb táncelőadó kategóriában, majd egy évvel később pedig Echo díjat kaptak a "We See the Same Sun" című album sikeréért, mivel Németországon kívül a legkelendőbb német előadók között voltak.

## Kritikák
A brit Music Week magazin a We See the Same Sun című albumot „napfényes, szikrázó debütáló albumként” jellemezte.

## Számlista
| #   | Cím                        | Producer(ek)                  | Hossz |
| --- | -------------------------- | ----------------------------- | ----- |
| 1.  | Intro (We See)             | -                             | 1:21  |
| 2.  | Coco Jamboo                | Kai Mathiesen, Rainer Gaffrey | 3:38  |
| 3.  | Side to Side               | Kai Mathiesen, Rainer Gaffrey | 3:32  |
| 4.  | Goodbye Lonely Heart       | Kai Matthiesen                | 3:24  |
| 5.  | I Give You My Heart        | Kai Matthiesen                | 3:35  |
| 6.  | Love Zone                  | Kai Matthiesen                | 3:23  |
| 7.  | Show Me the Way            | Kai Matthiesen                | 3:30  |
| 8.  | Olympic Dreams             | Kai Matthiesen                | 3:34  |
| 9.  | You Can Get It             | Kai Matthiesen                | 3:41  |
| 10. | Don't You Ever Stop        | Kai Matthiesen                | 3:51  |
| 11. | Turn It Up                 | Kai Matthiesen                | 3:43  |
| 12. | I Love the Way You Love Me | Kai Matthiesen                | 3:30  |
| 13. | I Love to Love             | Kai Matthiesen                | 3:10  |
| 14. | Where the Sun Goes Down    | Kai Matthiesen                | 3:25  |
| 15. | Outro (We See)             | -                             | 1:09  |

## Slágerlista
| Slágerlista (1996)                            | Legjobb helyezések |
| --------------------------------------------- | ------------------ |
| Ausztria (Ö3 Austria Top 40)                  | 15                 |
| Hollandia (Dutch Charts Album Top 100)        | 80                 |
| Finnország (Musiikkituottajat Albumit Top 50) | 1                  |
| Németország (Offizielle Top 100)              | 16                 |
| Magyarország (MAHASZ Top 40 albumlista)       | 1                  |
| Svédország (Sverigetopplistan Top 60 Albums)  | 56                 |
| Svájc (Schweizer Hitparade Top 100 Albums)    | 9                  |

| Slágerlista (1996)               | Helyezés |
| -------------------------------- | -------- |
| German Albums (Official Top 100) | 72       |

## Díjak és eladások
| Régió | Minősítés | Eladott példányszám |
| --- | --------- | ------------------- |
| Finnország (Musiikkituottajat)                                                                                     | platina   | 74,427              |
| Japán (RIAJ) | platina   | 200 000^            |
| Lengyelország (ZPAV)                                                                                               | platina   | 100 000*            |
| Svájc(IFPI Switzerland)                                                                                            | arany     | 25 000^             |
| * Eladási példányszámok kizárólag a minősítés alapján. ^ Kiszállítási példányszámok kizárólag a minősítés alapján. |           |                     |